# Landdag van Karinthië
De Landdag van Karinthië (Duits: Kärntner Landtag) is het parlement van de Oostenrijkse deelstaat Karinthië. De Landdag kwam in 1581 voor het eerst bijeen. Tijdens de Dubbelmonarchie was het een van de provinciale wetgevende vergaderingen, een positie die het na de Eerste Wereldoorlog behield.
De Landdag telt 36 afgevaardigden die om de vijf jaar worden gekozen. Als parlement heeft de Landdag wetgevende macht en kiest zowel de regering van de deelstaat als de gouverneur (Landeshauptmann). Ook kiezen de afgevaardigden een voorzitter uit hun midden. De recentste Landdagverkiezingen vonden op 5 maart 2023 plaats.

## Huidige samenstelling (2023–2028)
| Partij | Partij | Partij                                       | %     | Zetels | Verschil |
| ------ | ------ | -------------------------------------------- | ----- | ------ | -------- |
|        |        | Sozialdemokratische Partei Österreichs (SPÖ) | 38,9% | 15     | 3        |
|        |        | Freiheitliche Partei Österreichs (FPÖ)       | 24,5% | 9      | 0        |
|        |        | Österreichische Volkspartei (ÖVP)            | 17,0% | 7      | 1        |
|        |        | Team Kärnten (TK)                            | 10,1% | 5      | 2        |
|        |        | Overige partijen                             | 9,5%  | 0      | 0        |
| Totaal | Totaal |                                              | 100%  | 36     |          |

## Parlementsgebouw
De Landdag van Karinthië zetelt in het Landhaus in de hoofdstad van de deelstaat, Klagenfurt am Wörthersee. Het Landhaus werd tussen 1574 en 1594 gebouwd. De eerste zitting van de Landdag in 1581 vond al in dit gebouw plaats.

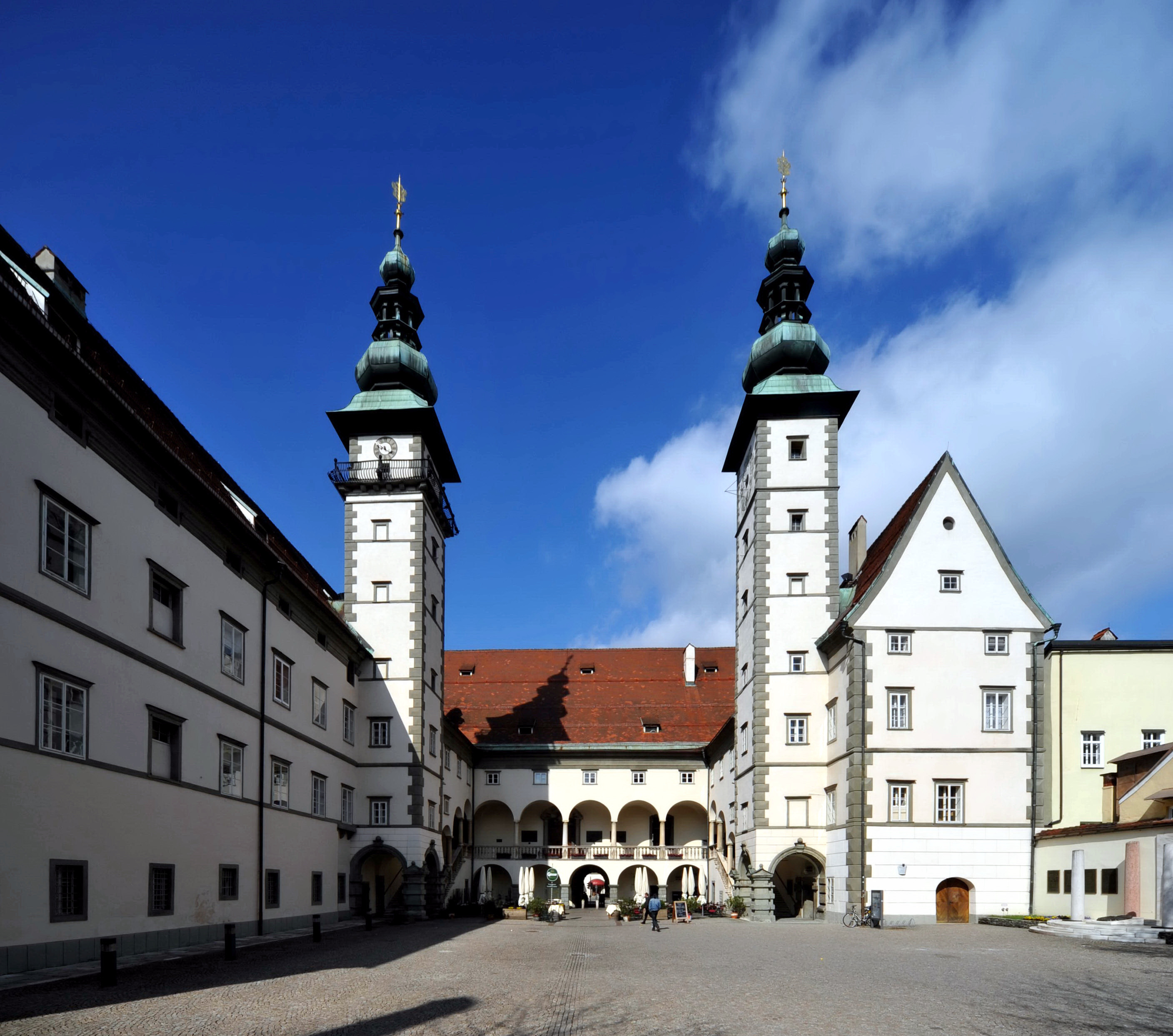
Het Landeshaushof in het voorjaar